# Сан Винченцо а Тори (Фиренца)
Сан Винченцо а Тори је насеље у Италији у округу Фиренца, региону Тоскана.
Према процени из 2011. у насељу је живело 641 становника. Насеље се налази на надморској висини од 72 м.